# Teatre Chapí

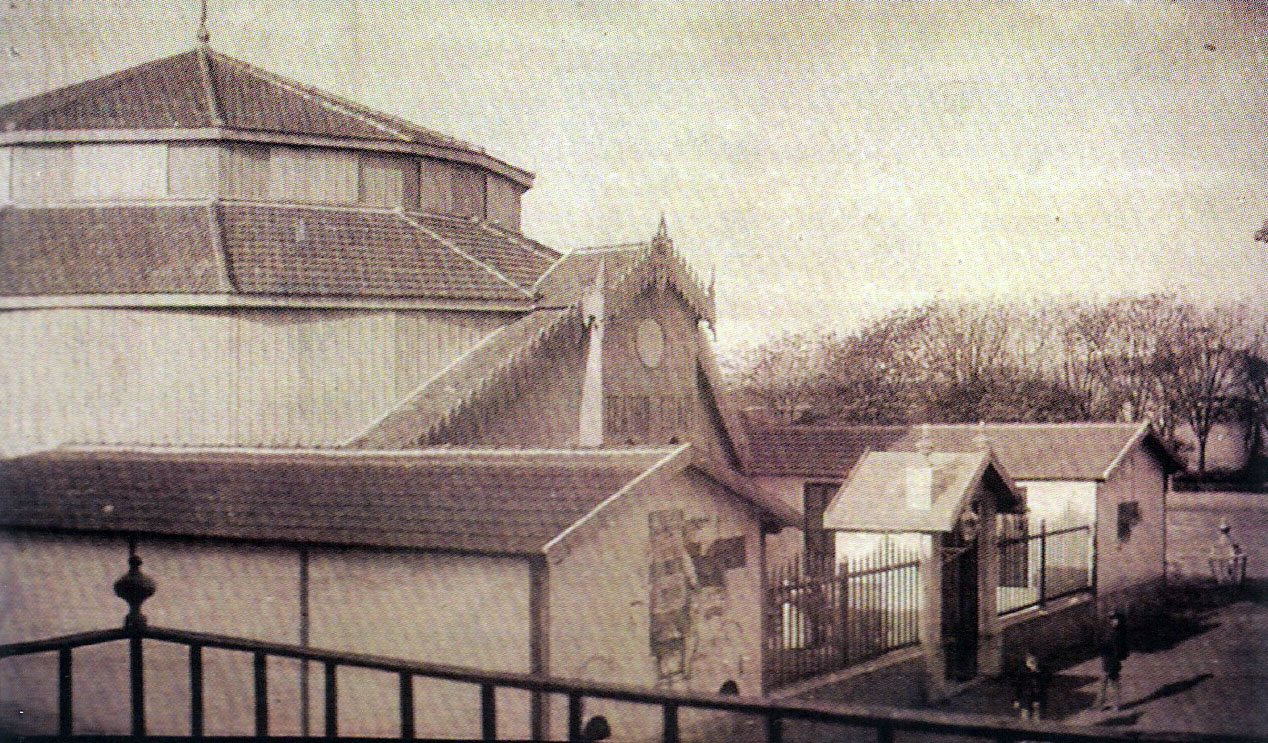
Vista de l'antic Teatre-Circ Chapí al voltant de 1884.

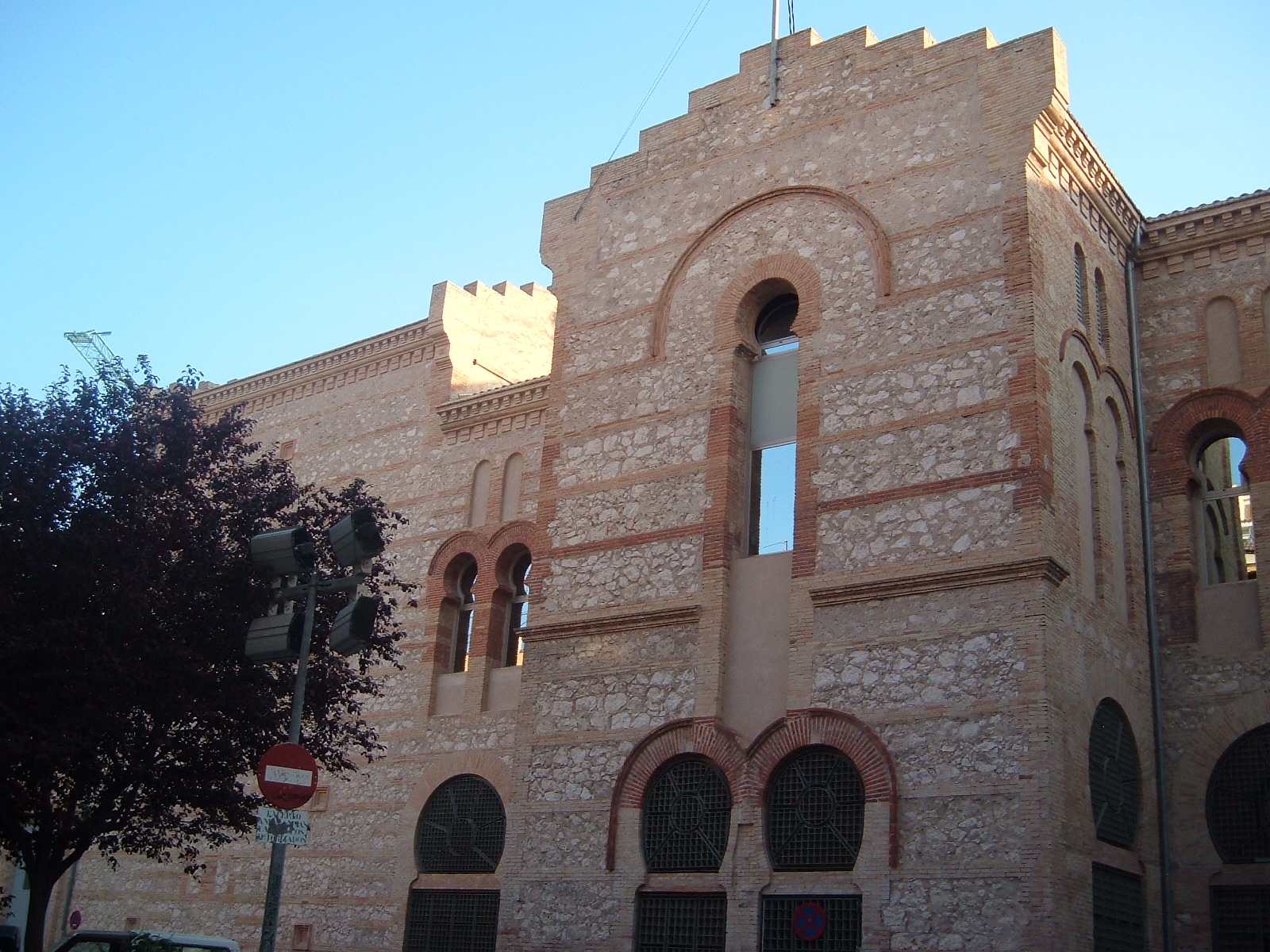
Façana lateral del teatre, d'estil arabitzant.

El teatre Chapí és un teatre situat a la ciutat valenciana de Villena (Alt Vinalopó). Està dedicat al seu fill predilecte, el compositor Ruperto Chapí i es va inaugurar en 1925. És un dels edificis més notables de la ciutat, a més d'un dels teatres més actius del País Valencià.

## El primer teatre
El primer teatre del qual tenim constància és la capella de l'antic Hospital de la Concepció. Els seus orígens de remunten a 1838, i, ja que la capella estava per aquell temps en desús, l'ajuntament no va observar cap problema en concedir el permís per representar obres allà.
La primera companyia de teatre de la qual es té notícia va ser la "Compañía de Árabes", que va actuar en aquesta capella en 1842.

## El Teatre-Circ Chapí
El Teatre-Circ Chapí es va inaugurar el 20 de juny de 1885, any i mig després de començar la seva construcció i va estar funcionant gairebé sense interrupció fins a l'estiu de 1908, any en què es va enderrocar.
Aquest edifici estava construït en gairebé la seua totalitat de fusta, sent la resta el ferro que subjectava l'estructura i el pes de la teulada. El sòl era de terra a la platea, on a més hi havia un mur de maó que ajudava a mantenir el pis superior. La pujada a l'entrada general era per dues escales de poc més d'un metre d'ample, situades a cada costat de la desembocadura de l'escenari.
Altres aspectes incòmodes eren els estrets passadissos, que juntament amb la mala distribució dels espais ocasionaven una mala col·locació de les persones.

## El Teatre Chapí
El 1914, Salvador Amorós Martínez, que havia estat alcalde de la ciutat, va crear una junta amb el propòsit de construir un nou teatre. Es van emetre accions de 25 pessetes.
La primera pedra es va posar el 7 de setembre de 1914, en plenes festes de Moros i Cristians, havent-se encarregat el treball a l'arquitecte valencià José María Manuel Cortina.
Les dificultats econòmiques no van tardar a arribar, i l'arquitecte va abandonar el projecte en 1919, davant d'una situació econòmica bastant precària i amb l'edifici a mig construir. El 1922 es va decidir segregar la parcel·la propietat de la junta constructora per fer, a partir de 1923, l'edifici del Cercle Agrícola Mercantil Villenense, que es reconvertiria en el hall d'entrada del teatre.
Així doncs, l'actual façana té d'un caràcter eminentment eclèctic, encara que proper al classicisme. No obstant això, no es va intervenir en les façanes laterals, que mostren el modernisme historicista de vessants  neoárabes i s'alcen, d'aquesta manera, com a únics testimonis del projecte de Cortina. Tota la decoració presenta un gran bigarrament que el dota de l'aspecte propi d'un teatre italià de principis del segle xx.
Finalment, i després de més d'11 anys, el teatre es va inaugurar el dia 5 de desembre de 1925, amb la seua forma exterior actual.

## Remodelació
Enl 1989 el teatre es trobava en estat d'abandonament, de manera que s'inicia el projecte de "Restauro-habilitació del Teatre Chapí". En una primera fase l'ajuntament va tenir una disputa amb el Cercle Agrícola Mercantil sobre la propietat del teatre, de manera que finalment es va decidir deixar les dependències del Cercle tal com estaven i dissenyar un vestíbul asimètric.
En 1993 es contacta amb l'empresa Intagua SL, la primera actuació va ser la intervenció en els salons davanters causa de les immenses goteres i la manca d'estanqueïtat del terrat. A continuació l'ajuntament funda una Escola-Taller en col·laboració amb l'INEM per prosseguir les obres de restauració del teatre. La segona fase de les obres es realitza durant 1994 i 1995. La ubicació es va respectar tal com en el pla original, en què apareixen dos espais lliures a banda i banda de l'edifici. Els canvis més notables realitzats a l'interior consistir en un sostre fals que millorés l'acústica i en rectificar el desnivell de l'escenari. Les obres de restauració van finalitzar el 1999.

## Reinauguració
El teatre es va tornar a obrir al públic el 24 d'abril de 1999 després d'un lapse de més de 15 anys. En l'actualitat és un dels teatres més actius del País Valencià, representant obres de qualitat a escala nacional i, a vegades, internacional.